# Basile Guy Marie Victor Baltus de Pouilly
Basile Baltus de Pouilly (* 2. Januar 1766 in Metz; † 13. Januar 1845 in Brie-Comte-Robert) war ein französischer Général de brigade während der Koalitionskriege.

## Werdegang
Basil Guy Marie Victor Baltus de Pouilly wurde am 2. Januar 1766 in Metz geboren. Er trat in die Artillerie-Schule in Metz im August 1780 ein. Er wurde einem Artillerieregiment zugeteilt, als Sous-lieutenant im Juli 1781 und Capitaine im April 1791. Er wurde dann zum Chef d’escadron im ersten Regiment der leichten Artillerie befördert. Im März 1806 wurde Baltus zum Colonel befördert. Er wurde zum Baron des Kaiserreichs im Januar 1809 ernannt. Im März 1811  wurde Baltus zum Général de brigade befördert. Baltus befehligte die Artillerie in Hamburg im April 1815. Er verließ die Armee am 9. Dezember 1826, mit dem Ehrenrang eines Lieutenant-général und starb am 13. Januar 1845.
Sein Name ist am Triumphbogen in Paris in der 2. Spalte (BALTUS) verewigt.

## Auszeichnungen
- Légion d’honneur: 
  - Légionnaire (14. Juni 1804),
  - Officier (26. Dezember 1805),
  - Commandant (11. Juli 1807)
- Chevalier de l’Ordre de Saint-Louis (1814)
- Chevalier de l’Ordre saxon de Saint-Henri
- Chevalier de l’Ordre suédois de l’Epée